# 小平豊
小平豊（こだいら ゆたか、1969年8月2日 - ）は、ハンドメイドルアー制作者。日本国内で活動している。神奈川県横浜市出身。身長170cm、血液型O型。
1999年より ZANMAI　LURES代表／ビルダーとして活動する。専門誌などに原稿を多数執筆。またアウトドアに関わる各社製品のモニターも多く務める。

## 来歴
1969年8月、神奈川県横浜市に生まれる。電気工学の専門家であった父親が日本のルアーフィッシング黎明期よりルアーの釣りを嗜んでいた影響で、幼少の頃からトラウトのみならず、バス、シーバスなど様々なルアーフィッシングに親しむ。20歳ごろ、芦ノ湖などに熱心に通ううちに自身で木を削りルアーを制作するようになる。1999年8月、とあるきっかけから専門店での取り扱いが始まる。当初は別の仕事と掛け持ちであり、なおかつ社会人入学によって大学で学ぶという三足の草鞋を履く生活を2年ほど送っていた。ルアーが評判を呼んだこともあり、1999年にプロとして独立を決意。その後はアラスカ、ロシア、モンゴルなどへも精力的に遠征を重ね、うちサハリン、モンゴル遠征などは釣行記として専門誌にも連載される。

## 人物
趣味は音楽。10代の頃は精力的に活動し、ライブハウスで働いていたこともある。自身で作詞作曲もこなすがもともとはボーカル。

## 執筆・掲載作品
2012年
- ルアーマガジンリバー誌　10月号

大特集「湖へ行こう!」ミノーイングベーシックについて解説、6月末に芦ノ湖で行われた取材の模様と共に掲載。
- 鱒の森　No.15

巻末カラー「北海道朱鞠内湖のイトウ釣り‘チライの夢」執筆掲載。
- Angling Fan誌　8月号

カラー特集「渓流ルアー入門」掲載。
- ルアーマガジンリバー誌　6月号

表紙に登場。また、「好きな釣り、好きな川」狩野川での釣りの模様を掲載。
- 鱒の森　No.13

「芦ノ湖に茶鱒を追う」芦ノ湖実釣取材の様子を掲載。
- ルアーマガジンリバー誌　2月号

新連載「ハンドメイドワークス」掲載。フィールドガイド内で狩野川についても執筆掲載。
2011年
- Angling Fan誌　8月号

「ハンドメイドクランク、その魅力と魔力」掲載。
- ルアーマガジンリバー誌　Vol.7（6月号）

カラー特集「Baitfish　Science　ワカサギ編」執筆掲載。
- ルアーマガジンリバー誌　Vol.6（4月号）

巻末カラー特集「芦ノ湖詳細おかっぱりポイントガイド」ガイド役で執筆掲載。
2010年
- Angling Fan誌　8月号

特集「ハンドメイドクランクの楽しみ方」掲載。
- ルアーマガジンリバー誌　Vol.2（8月号）

特集「6つの源流テクニック、ポイント見極め編」掲載。
2009年
- 鱒の森　No.4　秋号

特集「ハンドメイドトラウト」掲載。
- Gijie誌　10月号（128号）

特集「ヤマメ色のパレット」掲載。
- Gijie誌　7月号（125号）

表紙に登場。特集「渓流スタイルコレクション part1」掲載。
- Gijie誌　5月号（123号）

特集「レイク&リザーバー2009 新潟県　銀山湖編」執筆掲載。
2008年
- Angling Fan誌　10月号

特集「ハンドメイド・クランクの秘密」掲載。
- Gijie誌　5月号（111号）

総力特集「レイク&リザーバー2008 芦ノ湖解禁」実釣原稿執筆掲載。
- Gijie誌　4月号（110号）〜10月号（116号）

7回に分けた短期集中連載「モンゴル釣り紀行」現行執筆掲載。
- Gijie誌　3月号（109号）〜9月号（115号）

連載「ミノーチューニング講座」連載。9月号で1年間の連載を終える。
- Angling Fan誌　3月号

Editor's Selectionにて、「ZANMAI　小平豊の仕事場」として掲載。
2007年
- Angling Fan　Trout Fishing DVD

「大鳥池のタキタロウに迫る」DVD発売。
- Gijie誌　2008年2月号（2007年12月発売）

連載第7回目「ミノーチューニング講座・ウェイトチューニングその2」掲載。
- Gijie誌　2008年1月号（2007年11月発売）

連載第6回目「ミノーチューニング講座・ウェイトチューニングその1」掲載。
- Gijie誌　12月号

連載第5回目「ミノーチューニング講座・アイチューニング後篇」掲載。
- Gijie誌　11月号

連載第4回目「ミノーチューニング講座・アイチューニング前篇」掲載。
- Gijie誌　9月号

連載第3回目「ミノーについて知ろう・後編」掲載。
- Gijie誌　8月号

連載第2回目「ミノーの基礎を知ろう・その1」掲載。
- Angling Fan誌　8月号

カシオ計算機「プロトレック」モデル釣行記掲載。モデルとして登場。
- Gijie誌　7月号

「ミノーチューニングについて」連載開始。
- Gijie誌　5月号

フィールドレポート「芦ノ湖解禁模様」執筆掲載。
2006年
- Gijie誌　12月号

特集「秋の湖攻略・芦ノ湖編」執筆掲載。
- Angling Fan誌　11月号

巻頭カラー「レイクトラベラー特別編・幻の巨大魚タキタロウを求めて」掲載。
- Angling Fan誌　9月号

表紙&巻頭カラー特集「ミノープラグの魅力と魔力に迫る」掲載。
- Angling Fan誌　5月号

「タックル解体新書」掲載。
2003年
- CS放送 ソニーチャンネル

「手作りルアーで釣る」インストラクターとして登場。
2002年
- タックルボックス誌（247号&248号）

「サハリン釣行記」短期集中執筆連載。